# Jorge Guillén
Jorge Guillén (18. ledna 1893 Valladolid, Španělsko – 6. února 1984 Málaga, Španělsko), byl španělský básník, pedagog a literární kritik. Vystudoval na evropských univerzitách filosofii a literaturu a později vyučoval jazyk na univerzitách ve Španělsku, Francii (Sorbona), Velké Británii (Oxford), Spojených státech (Wellesley College, Yale…) a v Hispanoamerice. Za španělské občanské války žil v exilu a po pádu Franka se vrátil do Španělska, kde zemřel. Vydal řadu básnických sbírek, literárních kritik – byl náruživým překladatelem Paula Valéryho. V roce 1976 získal jako první literát cenu Premio Cervantes.

## Biografie
Narodil se v roce 1893 ve Valladolidu v Provincii Castilla a León. Vystudoval filosofii a literaturu. Studoval na univerzitách ve Španělsku, Švýcarsku a Německu. V letech 1917–1923 učil na francouzské Sorboně. Zde se seznámil s Paulem Valéry, jehož dílo později aktivně překládal. V roce 1924 obhájil doktorskou práci s názvem Notas sobre el Polifemo de Góngora. Od roku 1925 učil na univerzitách v Murcii a Seville, kde se stal profesorem. Později vyučoval také na Oxfordu. S příchodem Španělské občanské války odešel v roce 1938 do exilu a usadil se ve Spojených státech. Učil na univerzitách v USA a Hispanoamerice. Získal akademické tituly na univerzitách Harvard, Yale či Wellesley College. Po pádu Franka se vrátil do Španělska a usadil se v Malaze, kde roku 1984 zemřel.
Jorge Guillén byl členem Generace 27. Vydal několik básnických sbírek, založil časopis Verso y Prosa a v roce 1976 získal jako první ocenění Premio Cervantes.

## Dílo
- Cántico (1928–1950) – básnická sbírka
- Clamor – triptych (Maremágnum (1957), …Que van a dar en el mar (1960) a A la altura de los circunstancias (1963))
- Homenaje (1967)
- Aire nuestro (1968)
- Y otros poemas (1973)
- Final (1982)
- Lenguaje y poesía (1962) – literární kritika

## Fundación Jorge Guillén
V roce 1992 vznikla Fundación Jorge Guillén. Jejím cílem je studium života a díla Jorge Guilléna a ostatních spisovatelů z Provincie Castilla y León.